# 三浦権太夫
三浦 権太夫（みうら ごんだゆう、天保8年12月20日（1838年1月15日） − 慶応4年7月29日（1868年9月15日））は、幕末の武士、陸奥二本松藩藩士。名は義彰（よしあき）。号は桜所。祖父は詩人の三浦義類。

## 概要
藩士・三浦義武の長男として天保8年（1837年）12月20日に生まれる。藩儒学者・堀謙斎の元で学ぶ。
文久2年（1862年）に丹羽富穀の政治の方針を批判し、人材登用・兵制改革・軍備拡充・冗費削減・300石以上の重臣の俸給半減などを訴えた建白書を提出して反感を買い、収監・謹慎された。権太夫は獄中から再び建白書を送ろうと試みたが、不成功に終わった。翌年、出獄を許されたものの自宅禁固処分のため、子弟を集めて教授をするしかなかった。
戊辰戦争で農兵司令を命じられて参戦し、安達郡杉沢村（現・福島県二本松市）に出陣し、その後に後退して安達ヶ原の供中口に布陣した。敗れて農兵を逃れさせた後、自刃しようとした時に流弾が当たった、また銃傷後に自刃したといわれている。